# Giovanni Boria
Giovanni Boria (Tolmezzo, 9 febbraio 1936) è uno psicologo e psicoterapeuta italiano.
Allievo di Zerka T. Moreno, ha introdotto in Italia, a partire dagli anni '70 del XX secolo, lo psicodramma moreniano.
È socio fondatore della FEPTO (Federation of European Psychodrama Training Organisations) e dell'AIPsiM (Associazione Italiana Psicodrammatisti Moreniani), e dal 1980 direttore della scuola di specializzazione "Studio di Psicodramma" di Milano.
È una delle figure più rappresentative dello psicodramma in Italia, ed è autore di numerose innovazioni in questo campo, tra cui l'introduzione della tecnica dello specchio, differente dal concetto moreniano di mirroring. Ha inoltre messo a punto una tecnica originale di psicodramma individuale, il microspazio, che consiste nel mettere in scena gli episodi significativi per il protagonista dell'azione psicodrammatica in un palcoscenico in miniatura, facendo uso dei pezzi degli scacchi e di miniature per rappresentare i personaggi e gli oggetti scenici.

## Opere
- G. Boria, Tele - manuale di psicodramma classico, Angeli, 1983.
- G. Boria, Spontaneità e incontro, UPSEL Domeneghini, 1991.
- G. Boria, Lo psicodramma classico, Angeli, Milano, 2007.
- G. Boria, F. Muzzarelli, Incontri sulla scena, Angeli, Milano, 2009.
- G. Boria, Psicoterapia psicodrammatica, Angeli, Milano, 2011.
- G. Boria, F. Muzzarelli, L'intervento psicodrammatico. Il metodo moreniano dal gruppo al trattamento individuale, Ferrari Sinibaldi, 2018.